# Устьинская мореходная школа
У́стьинская морехо́дная шко́ла — существовавшая с 1889 по 1914 год в деревне Устье мореходная школа.

## История
Созданная судоторговцем Моисеем Никифоровым вместе с другими купцами двухклассная школа, готовившая в XIX и XX веке штурманов каботажного плавания и лоцманов для нужд российского флота. Являлась второй возможной ступенью в получении образования для местных жителей, прошедших обучение в народной школе. Также известна далеко за пределами региона как профессиональное учебное заведение — среди учеников школы числились уроженцы Кронштадта, Новгородской губернии, Пензенской губернии, Ярославской губернии, Вологодской губернии, Одессы. Одной из предпосылок к открытию школы стала меняющаяся экономика региона — традиционные промыслы, связанные с заготовкой рыбы и сплавом леса, уже не могли обеспечить активное население и отходили на второй план.
Устьинская мореходная школа сыграла большую роль в подготовке кадрового резерва и специалистов для флота Российской империи, выпустив большое количество высококлассных специалистов. Этому способствовала как финансовая поддержка Министерства Народного просвещения, так и серьёзный подход к обучению — наборы в школу были небольшими, ученики должны были сдавать «переводные» экзамены, срок обучения не ограничивался. Поддержку учебному заведению оказывало Министерство финансов и Главное управление торгового мореплавания и портов. Великий Князь Александр Михайлович ежегодно жертвовал школе 125 рублей.

## Структура обучения
Школа представляла собой двухклассное учебное заведение 1 разряда, принимавшее на курсы преимущественно грамотных молодых людей, получивших начальное образование. Предпочтение отдавалось кандидатам с опытом службы в качестве матроса.
В школе преподавался базовый набор предметов: арифметика, геометрия, алгебра, тригонометрия, навигация, лоция, морская практика, такелажные работы, география, законоведение, русский язык. Сама школа не имела постоянного здания и периодически жила в домах купцов Никифорова, Миронова, Петрова.
Успешное завершение учёбы фиксировалось выдачей свидетельства об окончании мореходных классов, освобождавшего обладателя от воинской повинности. Школа открывала для выпускников несколько возможностей, в том числе:
1. Продолжить обучение на специальность лоцмана в Санкт-Петербурге или Лебяжье
2. Продолжить обучение на специальность шкипера
3. Работать по востребованной специальности, не покидая региона

Важно отметить, что успешно сдавшего государственный экзамен и защитившего диплом штурмана, правительство обеспечивало бессрочным паспортом.
Роль школы в системе профессионального образования признавалась на самом высоком уровне, в докладах профильных ведомств устьинская «мореходка» упоминалась регулярно:
На деревне Устье, Ковашевской волости, существуют мореходные классы, открытые в ноябре месяце 1886 года. Цель их — сообщать необходимые знания по мореходству для подготовки штурманов каботажного (вблизи берегов) плавания. Открыты они для безвозмездного пользования лицами всех состояний и возрастов, имеющих познания в объеме курса сельских народных училищ.
Классные занятия продолжаются с ноября до апреля, т. е. в продолжение закрытия навигации, а по открытии последней ученики обязаны быть в плавании. Ученики мореходных классов, достигшие 21 года и пробывшие в плавании не менее 16 месяцев, допускаются к правительственному экзамену на приобретение звания штурмана каботажного плавания, после чего выдержавшим дается диплом на это звание.
Помещаются классы в доме местного крестьянина Максима Петрова, с которым ежегодно заключается контракт по 125 руб. без отопления.
В настоящее время от крестьян Устьинского сельского общества поступило ходатайство о выдаче им ежегодного пособия в 100 рублей на уплату за помещение, занимаемое мореходными классами. В своем ходатайстве крестьяне указывают, что эти классы имеют важное значение, так как главным источником заработать для прибрежных деревень служит мореходство…

## Выпускники
История школы тесно связана с именами жителей городского округа Сосновый Бор и их предков. Её окончили коренные жители здешних мест И. В. Трескин, А.М. и В. М. Мироновы, М. Н. Прокофьев, И. С. Карасев, Н. И. Лукин и другие. Выпускниками школы были М. П. Панфилов, который в 1920 году повел одно из первых советских торговых судов в загранплавание, потом возглавлял балтийский транспортный флот, а также Герой Советского Союза Иван Иванович Афанасьев.